# Disney’s Animal Kingdom
Koordinaten: 28° 21′ 28″ N, 81° 35′ 26″ W
Disney’s Animal Kingdom ist ein zoologischer Themenpark und der vierte Freizeitpark im Walt Disney World Resort nach Magic Kingdom, Disney’s Hollywood Studios und EPCOT. Der Park liegt in Bay Lake, Florida, nahe Orlando, und wird von der Walt Disney Company über ihre Sparte Experiences betrieben. Mit einer Fläche von etwa 230 Hektar ist Disney’s Animal Kingdom der flächenmäßig größte Freizeitpark der Welt. Die Eröffnung erfolgte am 22. April 1998, dem Tag der Erde. Der Park widmet sich dem Schutz von Umwelt und Tieren – eine Philosophie, die auf Walt Disneys Engagement für den Naturschutz zurückgeht.
Disney’s Animal Kingdom kombiniert traditionelle Attraktionen mit hunderten von lebenden Tierarten. Um das Wohlergehen der Tiere zu gewährleisten, wurden im gesamten Park spezielle Maßnahmen implementiert. Der Park befindet sich am westlichen Rand des Resorts und ist bewusst von den anderen Themenparks isoliert, um Störungen der Tiere zu minimieren. Im Rahmen seiner Umweltstrategie verwendet der Park biologisch abbaubare Papierstrohhalme und verzichtet auf Plastikstrohhalme, Deckel und Ballons. Disney’s Animal Kingdom ist von der Association of Zoos and Aquariums (AZA) sowie der World Association of Zoos and Aquariums (WAZA) akkreditiert, was bestätigt, dass der Park hohe Standards in den Bereichen Bildung, Artenschutz und Forschung erfüllt oder übertrifft.
Im Jahr 2023 verzeichnete Disney’s Animal Kingdom 8,77 Millionen Besucher und war damit der 16.-meistbesuchte Themenpark weltweit. Innerhalb des Walt Disney World Resorts liegt er bei den Besucherzahlen nach dem Magic Kingdom, EPCOT und Disney’s Hollywood Studios an vierter Stelle.
Das Wahrzeichen des Parks ist der Tree of Life, ein 44 Meter hoher und 15 Meter breiter künstlicher Affenbrotbaum, dessen Stamm mit kunstvollen Tierreliefs verziert ist.

## Widmung

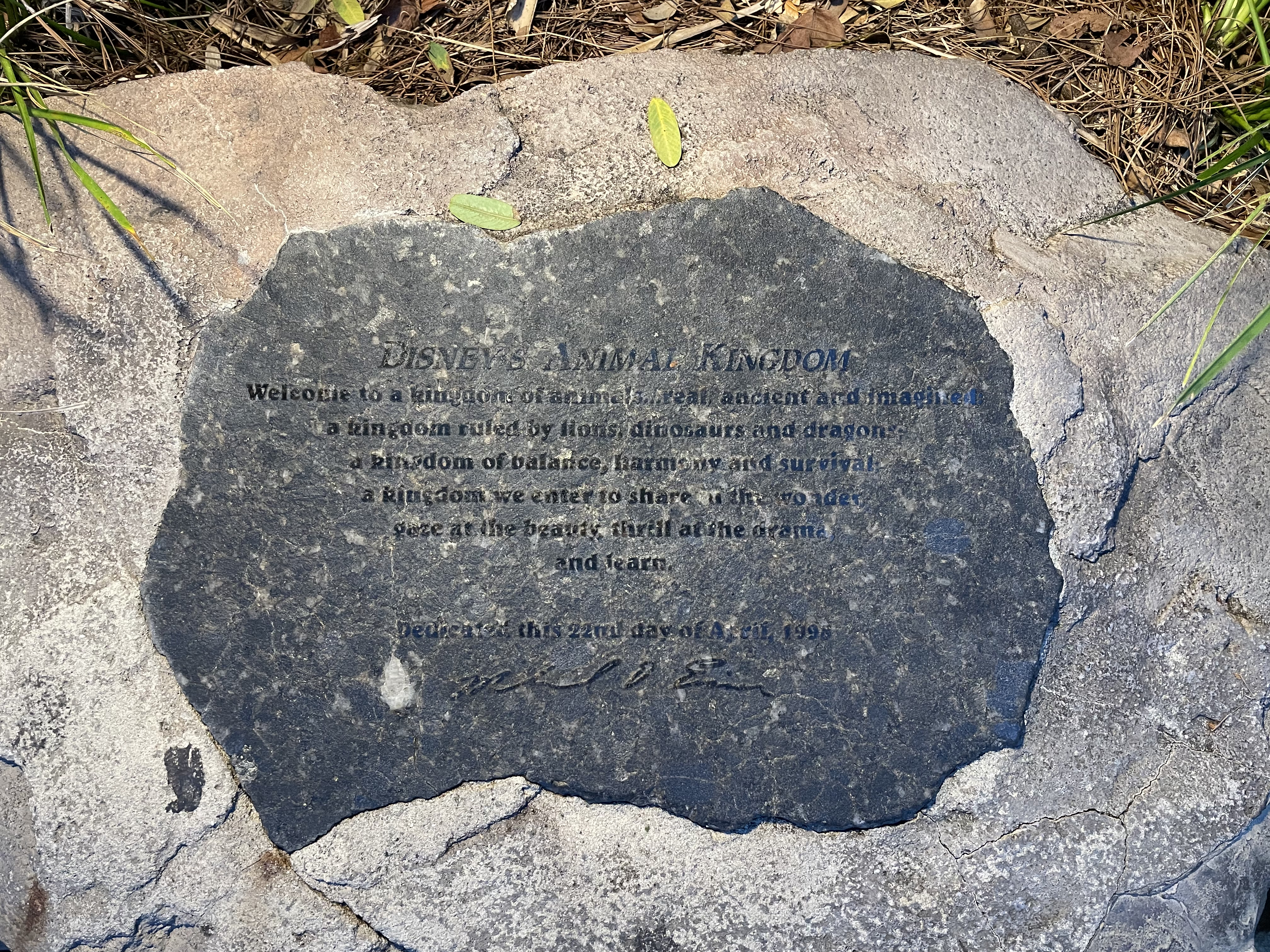
Widmung

“Welcome to a kingdom of animals... real, ancient, and imagined: a kingdom ruled by lions, dinosaurs, and dragons; a kingdom of balance, harmony, and survival; a kingdom we enter to share in the wonder, gaze at the beauty, thrill at the drama, and learn.”

„Willkommen in einem Reich der Tiere... real, uralt und imaginär: ein Reich, das von Löwen, Dinosauriern und Drachen beherrscht wird; ein Reich des Gleichgewichts, der Harmonie und des Fortbestandes; ein Reich, das wir betreten, um an dem Wunder teilzuhaben, die Schönheit zu bestaunen, das Abenteuer mitzuerleben und zu lernen.“

## Geschichte

### Planung und Konstruktion
Nach der Eröffnung der Disney-MGM Studios im Jahr 1989 begann die Walt Disney Company mit der Planung eines neuen Themenparks. Die Idee für Disney's Animal Kingdom stammte von Imagineer Joe Rohde, der zuvor den Adventurers Club auf Pleasure Island entworfen hatte. Um die Führungsebene von seinem Konzept zu überzeugen, brachte Rohde einen 180 Kilogramm schweren bengalischen Tiger zu einem Treffen mit Disney-CEO Michael Eisner mit. Während der Präsentation bewegte sich der Tiger frei im Raum.
Ursprünglich als "Disney's Wild Animal Kingdom" geplant, gab das Unternehmen 1995 Pläne für den Bau des Parks bekannt, mit geschätzten Kosten von rund 750 Millionen US-Dollar. Für die Gestaltung des Parks reisten Disney Imagineers nach Afrika und Asien, um Landschaften und Tierwelt vor Ort zu studieren.
Im Juli 1996 begannen die Bauarbeiten, einschließlich der Errichtung von Tiergehegen und der Bepflanzung mit Bäumen, Sträuchern und Gräsern, um eine von der afrikanischen Savanne inspirierte Landschaft zu schaffen. Die Imagineers sammelten Samen aus 37 Ländern für die Flora des Parks. Insgesamt wurden vier Millionen Kubikmeter Erde bewegt, 40.000 ausgewachsene Bäume gepflanzt – eine Mischung aus echten Savannenarten und künstlichen Baobab-Bäumen – sowie 60 Meilen unterirdische Versorgungsleitungen verlegt. Zulu-Handwerker aus Südafrika errichteten Strohdächer für viele Gebäude, und etwa 1.500 handbemalte Holzpferde wurden in Bali unter Disneys Aufsicht gefertigt. Teile des Parks wurden bewusst mit gealtertem Aussehen gestaltet, einschließlich künstlicher Schlaglöcher auf den Safarirouten und Booten mit Beulen und Rost, um Authentizität zu vermitteln.
Die meisten Tiere wurden im Herbst 1997 erworben und in einer gemieteten Einrichtung im Norden Floridas unter Quarantäne gestellt und beobachtet. Disney rekrutierte Personal aus 69 Zoos in den gesamten USA, um die Pflege der Tiere sicherzustellen.

### Betrieb
Am 22. April 1998 öffnete Disney's Animal Kingdom seine Tore für die Öffentlichkeit. Dieser Tag wurde von umfangreichen Marketingaktionen begleitet. So strahlte ABC zur Hauptsendezeit ein zweistündiges Special über die Entstehung des Parks aus, das Teil der Anthologieserie "The Wonderful World of Disney" war. Michael Eisner, damaliger CEO von Disney, und der stellvertretende Vorsitzende Roy Disney veranstalteten am Eröffnungstag eine Feier für 14.000 Geschäftspartner, Reisebüros und Medienvertreter, zu der auch Prominente wie Michael J. Fox, Drew Carey, Stevie Wonder, David Copperfield und Jane Goodall eingeladen waren. Die Sendungen "Good Morning America", "Today" und "Live with Regis and Kathie Lee" wurden am 22. April live aus dem Park ausgestrahlt. Zudem drehte ABC eine Folge von "Sabrina – Total Verhext!" im Animal Kingdom vor der Eröffnung; die Episode mit dem Titel "Disneyworld" wurde zwei Tage nach der Parköffnung ausgestrahlt.
Im Jahr 2011 kündigte Disney eine bedeutende Erweiterung des Parks an: Pandora – The World of Avatar, ein Gemeinschaftsprojekt mit Regisseur James Cameron und seiner Produktionsfirma Lightstorm Entertainment. Ziel war es, Animal Kingdom in einen Ganztagesbetrieb mit zusätzlichen Attraktionen und nächtlichen Erlebnissen zu verwandeln. Die Bauarbeiten begannen am 10. Januar 2014, und der Bereich wurde am 27. Mai 2017 für die Öffentlichkeit eröffnet.
Aufgrund der COVID-19-Pandemie in Florida war der Park vom 16. März bis zum 11. Juli 2020 geschlossen.

### Zukunft
Am 9. September 2023 wurde auf der Destination D23 angekündigt, dass DinoLand U.S.A. möglicherweise durch ein neues Areal ersetzt wird, das von den amerikanischen Tropen inspiriert ist. Zudem könnte die Attraktion It's Tough to Be a Bug! im Tree of Life Theater durch einen Film mit einem Zoomania-Thema ersetzt werden.
Am 10. August 2024 wurde bestätigt, dass die Show It's Tough to Be a Bug! durch die neue Show Zootopia: Better Zoogether im Tree of Life Theater ersetzt wird, deren Eröffnung voraussichtlich im Winter 2025 stattfindet. DinoLand U.S.A. wird durch das neue Areal Tropical Americas mit dem Namen Pueblo Esperanza ersetzt, das Attraktionen zu Encanto und Indiana Jones umfasst. Die Fertigstellung wird bis 2027 erwartet.
Am 14. Oktober 2024 wurde bekannt gegeben, dass das Schließungsdatum von DinoLand U.S.A. auf 2025 verschoben wurde. Es wurde zudem angekündigt, dass die erste Phase von DinoLand U.S.A. am 13. Januar 2025 im Disney's Animal Kingdom-Park dauerhaft geschlossen wird, einschließlich Attraktionen wie TriceraTops Spin, Fossil Fun Games und weiteren.

## Themenbereiche und Attraktionen

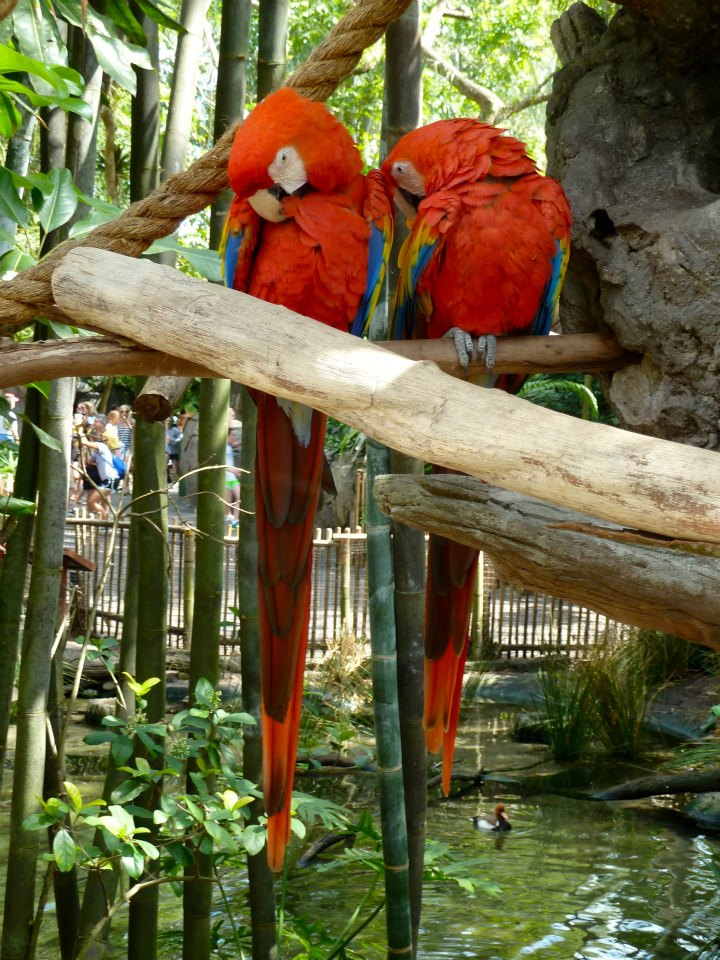
Oasis
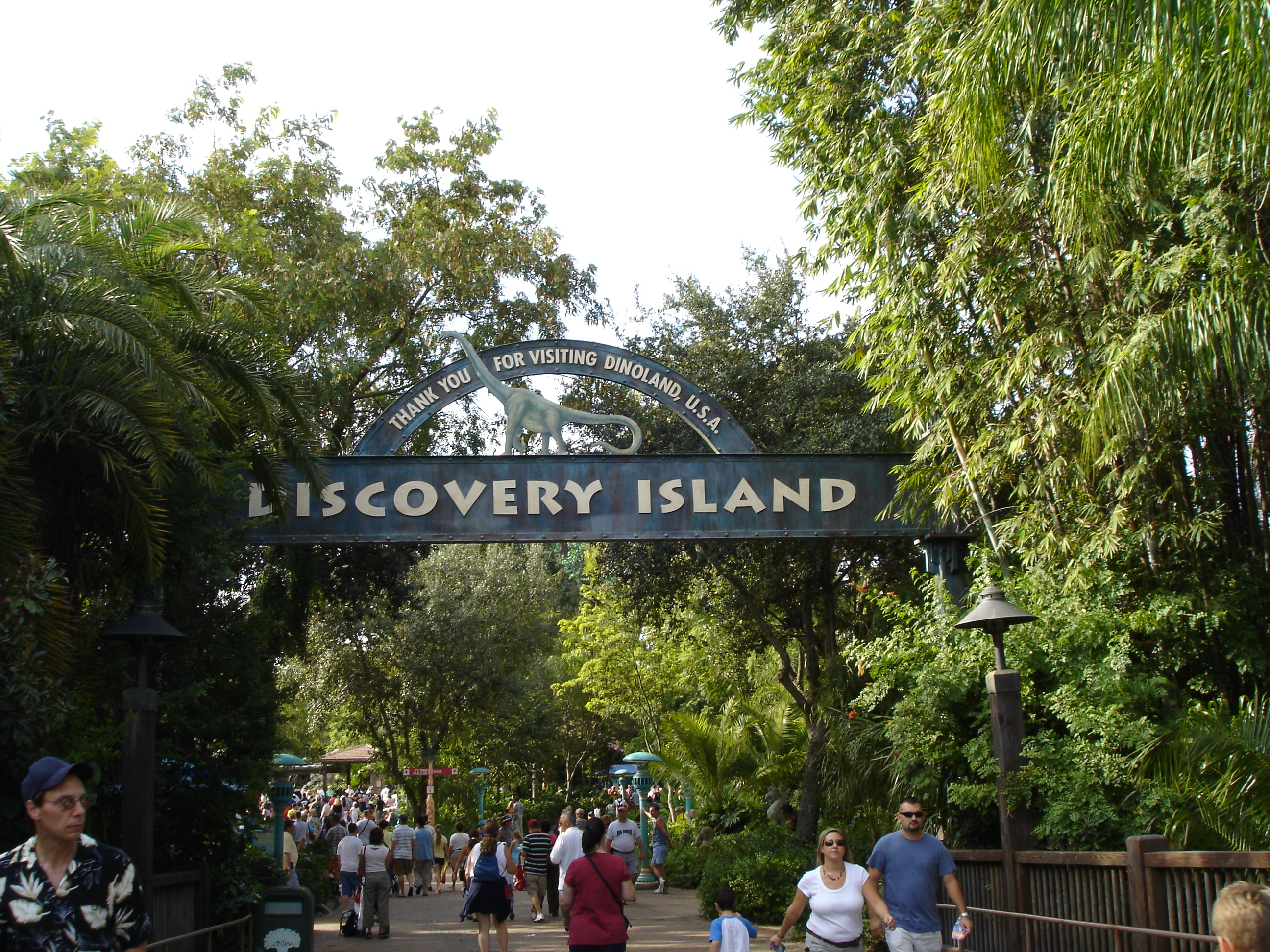
Discovery Island
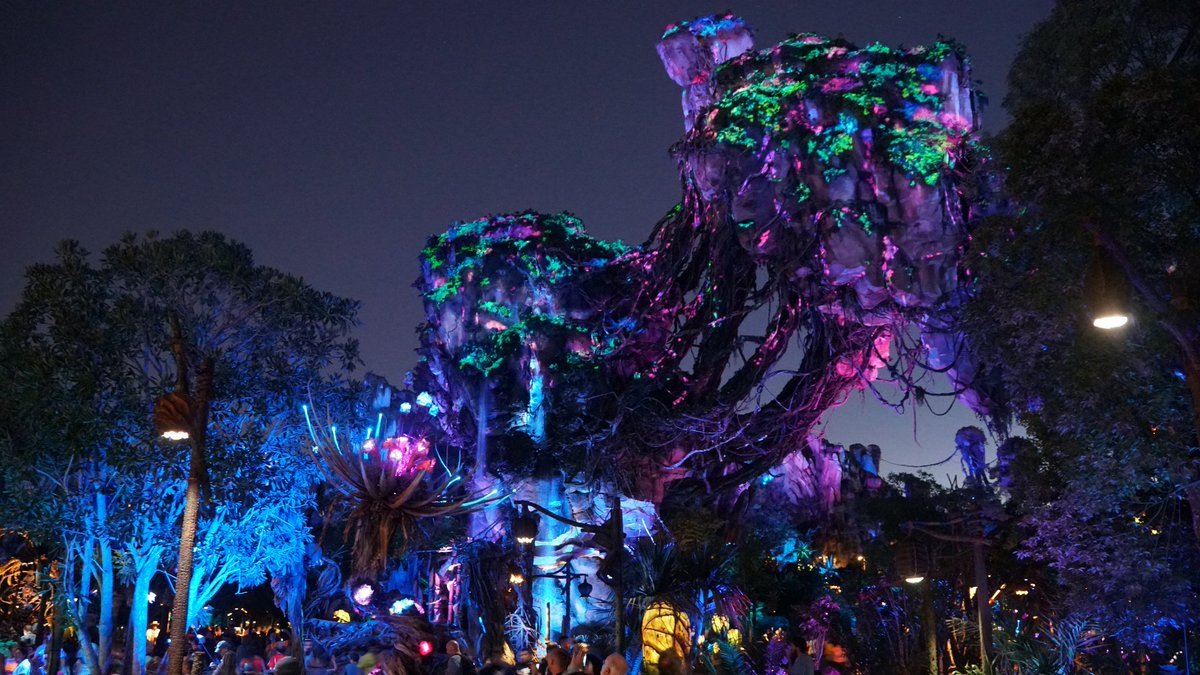
Pandora – The World of Avatar
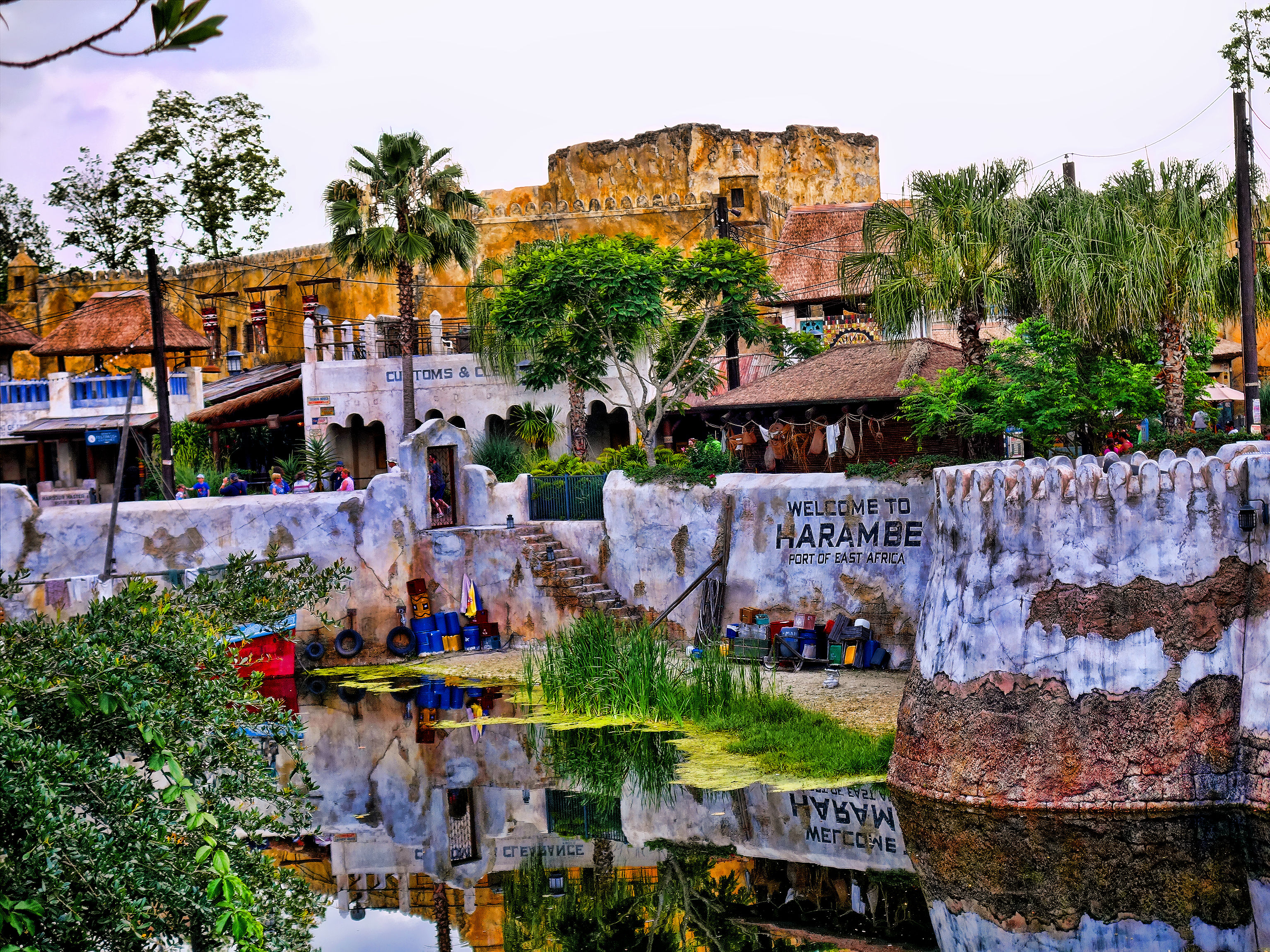
Africa
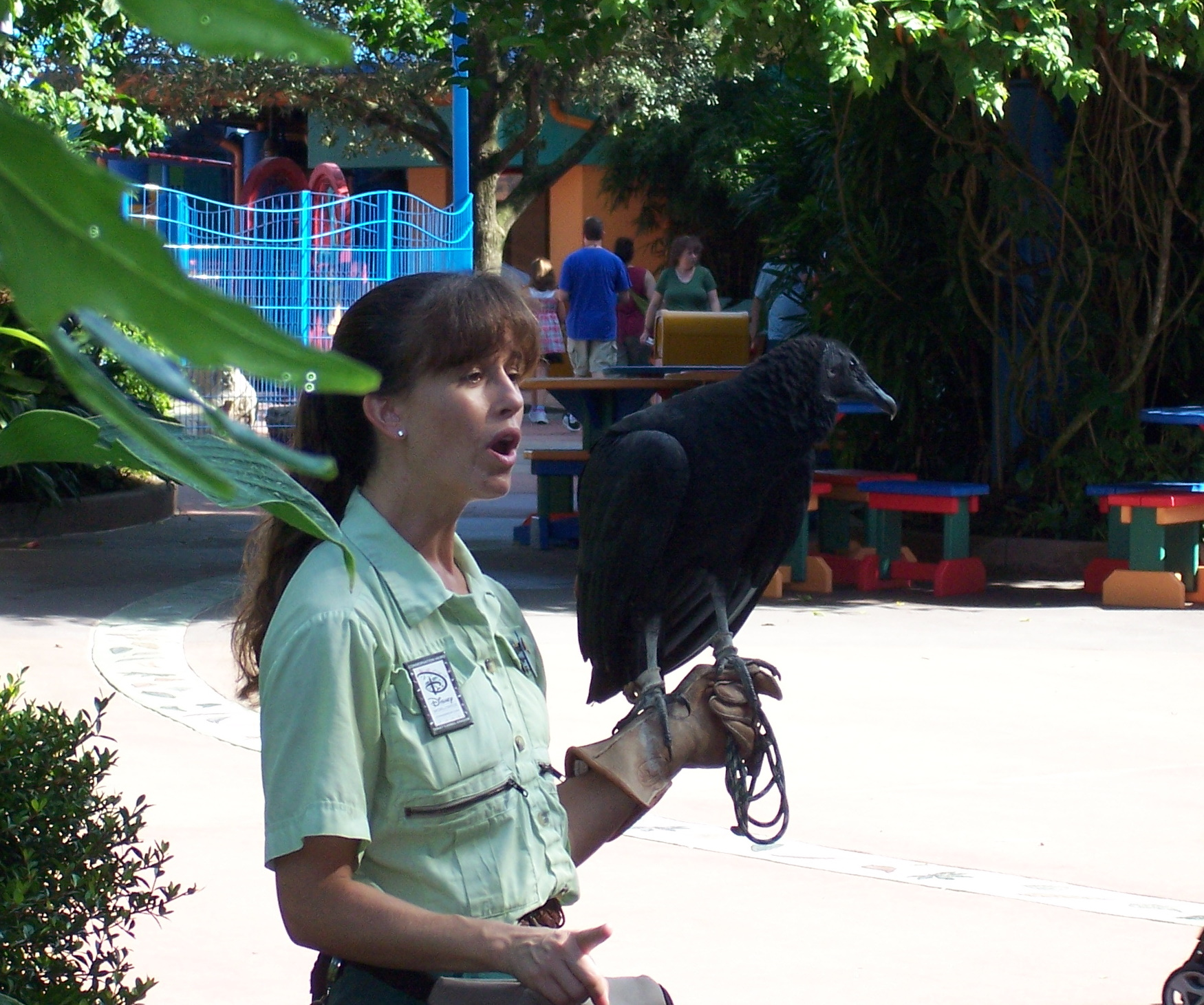
Rafiki's Planet Watch
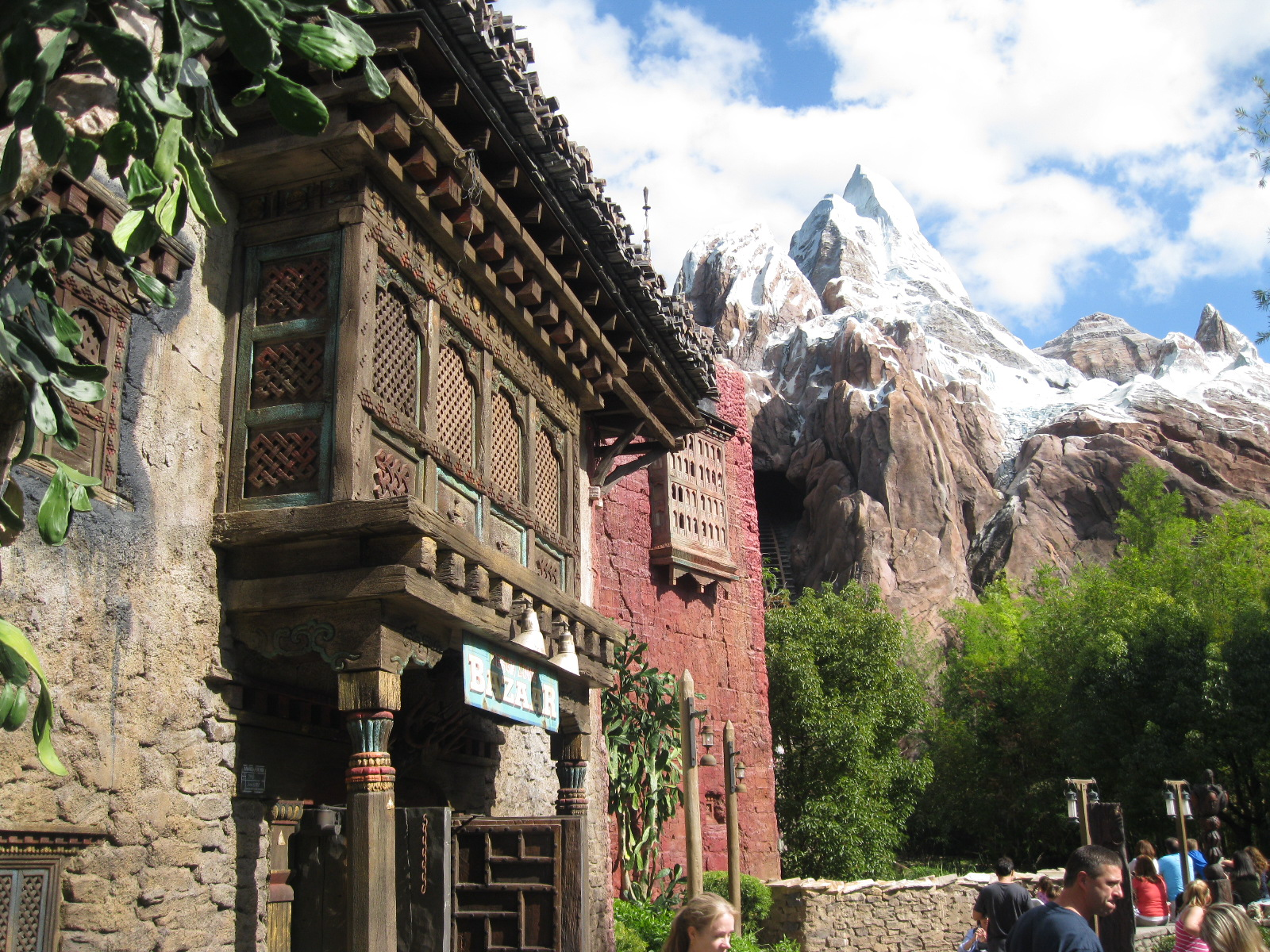
Asia
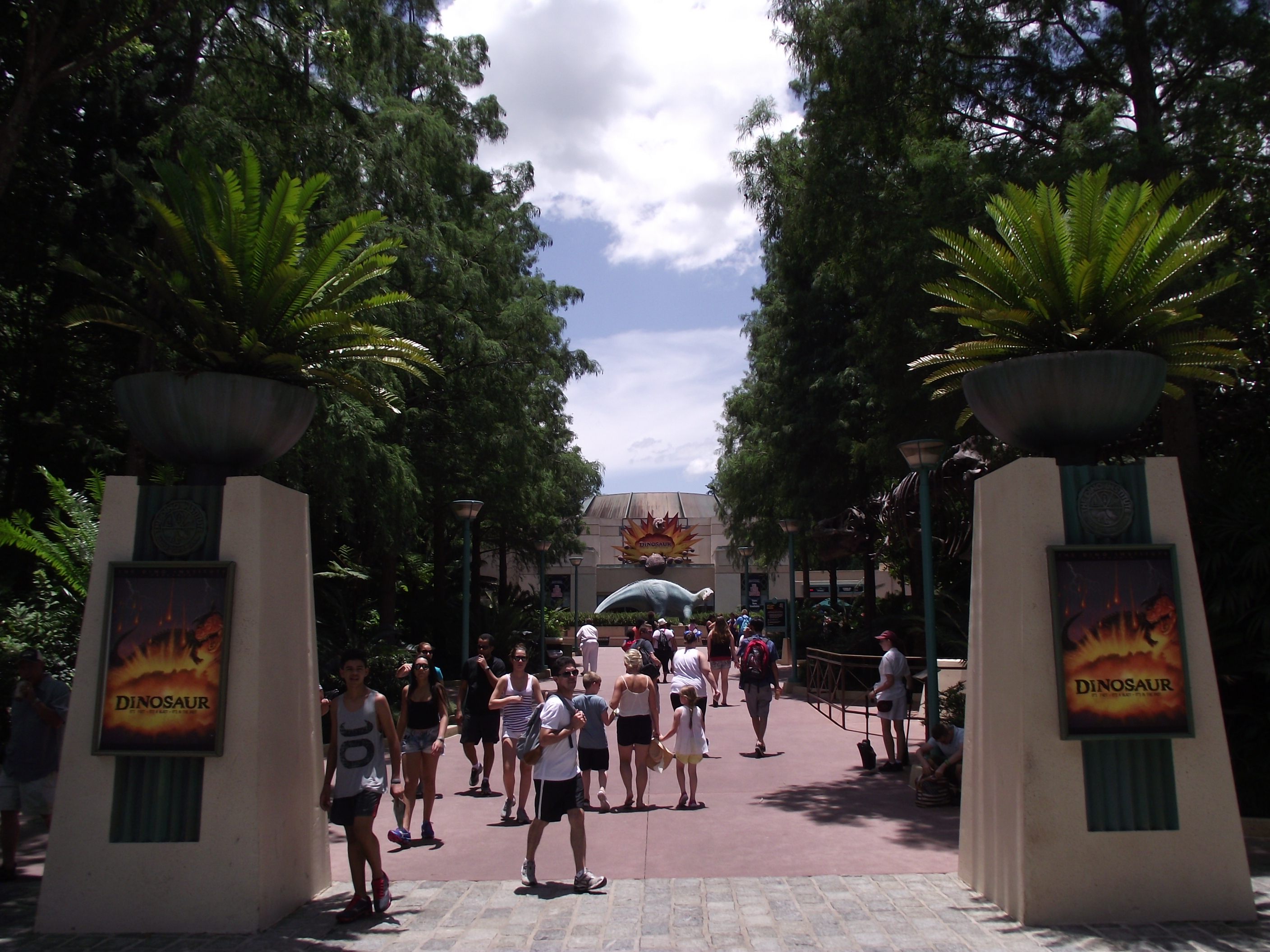
DinoLand U.S.A.

### Oasis
Nach Betreten des Parks müssen die Gäste durch diese Region gehen, um in die anderen Bereiche zu gelangen. Links und rechts der verschiedenen Fußwege nach dem Zentrum Discovery Island werden wie in Zoos einige Tiere gehalten wie z. B. Muntjaks, Pampashasen, Löffler, Enten, Fische, Schildkröten, Wallabys, Ameisenbären, Hirscheber, Papageien und andere. Das Rainforest Cafe befindet sich im Eingangsbereich von Oasis.

### Discovery Island
Die Hauptregion und Zentrum des Parks ist Discovery Island (früher Safari Village genannt). Hier steht auch der „Lebensbaum“ (Tree of Life), das Wahrzeichen des Parks, ein gigantischer Kunstbaum. Man kann unter anderem Kängurus, Flamingos, Axishirsche, westafrikanische Kraniche, Altweltgeier, Stachelschweine, Lemuren, Papageien, Enten, Galapagos-Schildkröten, Otter und Störche sehen. Am Fuß des Lebensbaums befindet sich die Attraktion „It’s Tough to be a Bug“, die einen 3D-Film mit Figuren aus dem Pixar-Film Das große Krabbeln zeigt.

### Pandora – The World of Avatar
Pandora – The World of Avatar ist ein Themenbereich der auf dem fiktionalen außerirdischen exoplanetaren Mond, Pandora, von James Camerons Avatar basiert. Die Hauptattraktion des Themenbereiches ist Avatar Flight of Passage, ein dreidimensionales Flying Theater. Die zweite Attraktion, Na'vi River Journey, führt die Besucher durch Pandoras biolumineszente Regenwälder. Der Bereich öffnete am 27. Mai 2017.

### Africa

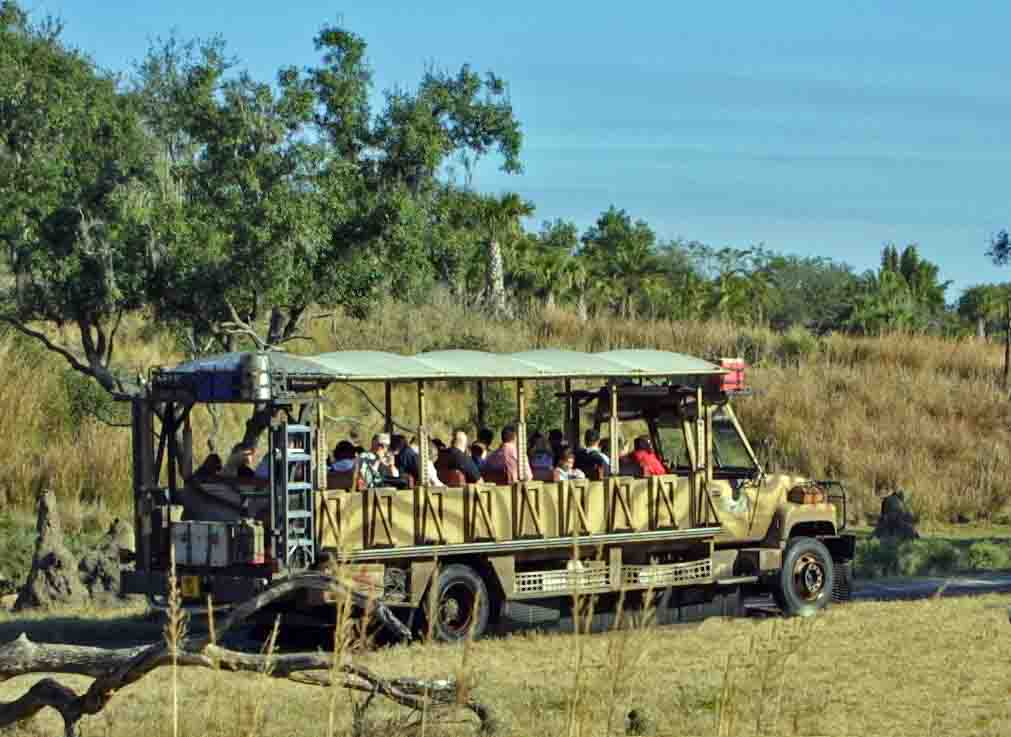
Kilimanjaro Safaris

Africa ist thematisch in dem fiktiven ostafrikanischen Hafenstädtchen Harambe angesiedelt und spiegelt die Atmosphäre lokaler Dörfer in Kenia, Tansania und Uganda wider. Die Disney Imagineers haben Elemente wie eine Festung aus Sansibar oder ein verwittertes, wasserfleckiges Gebäude aus Kenia detailgetreu nachgebildet. Harambe bietet ein „Hotel“, Restaurants, eine Outdoor-Bar mit Live-Unterhaltung und verschiedene Marktplätze, die das lebendige Flair eines afrikanischen Dorfes einfangen.
Die Hauptattraktion, die Kilimanjaro Safaris, ist im fiktiven Harambe Wildlife Preserve beheimatet. Gäste steigen in einen offenen Safaribus und begeben sich auf eine Expedition durch weitläufige Gehege, die afrikanische Savannen, Flüsse und Hügel nachbilden. Hier können sie eine Vielzahl afrikanischer Tierarten beobachten, darunter Okapi, Großer Kudu, Sattelstorch, Bongo, Spitz- und Breitmaulnashorn, Nilpferd, Rosa Pelikan, Nilkrokodil, Afrikanischer Wildhund, Masai-Giraffe, Streifengnu, Springbock, Ankole-Rind, Wasserbock, Rappenantilope, Afrikanischer Elefant, Mandrill, Rosaflamingo, Hartmann-Bergzebra, Strauß, Gepard, Löwe, Warzenschwein und Nigerianische Zwergziegen. Die Besucher haben zudem die Möglichkeit, an einer Mission teilzunehmen, um gegen Elfenbein-Wilderer vorzugehen.
Der benachbarte Pangani Forest Exploration Trail, auch bekannt als Gorilla Falls Exploration Trail, führt die Gäste über einen Naturpfad durch ein kleines afrikanisches Dorf in den Wald. Auf dem Weg passieren sie eine Voliere mit exotischen Vögeln, ein Forschungszentrum mit Nacktmullen, verschiedenen Nagetieren und Reptilien, eine Unterwasserbeobachtungsstation zur Beobachtung von Nilpferden sowie einen Savannenüberblick mit Blick auf Tiere wie den Westlichen Flachlandgorilla, Angolanische Colobus-Affen, Okapi, Gelbrückenducker, Grevy-Zebra, Erdmännchen, Kenianische Sandboa und Nacktmulle.
Auf der westlichen Seite des Africa-Bereichs befindet sich das Harambe Theater, in dem die Live-Bühnenshow Festival of the Lion King aufgeführt wird, inspiriert von Disneys animiertem Klassiker Der König der Löwen von 1994. Diese Show kombiniert Musik, Akrobatik und farbenfrohe Kostüme, um die Geschichte des Films lebendig werden zu lassen.

### Rafiki’s Planet Watch
Rafiki’s Planet Watch ist der einzige Bereich im Disney’s Animal Kingdom, der nicht direkt mit Discovery Island verbunden ist; er ist ausschließlich über Africa erreichbar. Gäste steigen in den Wildlife Express Train, einen rustikalen, afrikanisch inspirierten Zug mit 3 ft (914 mm) Schmalspur, der an verschiedenen Tierpflegegebäuden vorbeifährt und so einen Einblick hinter die Kulissen der Savanne bietet. Die kurze Zugfahrt führt zu diesem Bereich, der aus drei Unterbereichen besteht und früher als Conservation Station bekannt war.
Die Conservation Station zeigt die vielfältigen Naturschutzprojekte, die von der Walt Disney Company unterstützt werden. Sie bietet einen Blick hinter die Kulissen der Tierpflegeeinrichtungen des Parks, einschließlich eines veterinärmedizinischen Untersuchungsraums mit einem Zwei-Wege-Kommunikationssystem, über das das veterinärmedizinische Personal Fragen der Gäste beantworten kann. Zudem gibt es eine Vielzahl von Experimenten mit Wildtieren, interaktive Spiele und Shows, die das Bewusstsein für den Artenschutz fördern.
Die Affection Section ist ein Streichelzoo, in dem Gäste direkten Kontakt zu Tieren wie Ziegen, Schafen, Rindern, Hausschweinen, Eseln, Alpakas, Lamas und Hühnern haben können.
Ebenfalls in diesem Bereich befindet sich The Animation Experience at Conservation Station, wo Gäste die Kunst der Animation kennenlernen und selbst kreativ werden können.
Bei der Attraktion Habitat Habit! können Besucher Primaten aus nächster Nähe beobachten und auf einem Abenteuerpfad lernen, wie sie gefährdeten Tierarten helfen können. Diese interaktive Erfahrung sensibilisiert für den Schutz der natürlichen Lebensräume und die Bedrohungen, denen Wildtiere ausgesetzt sind.

### Asia

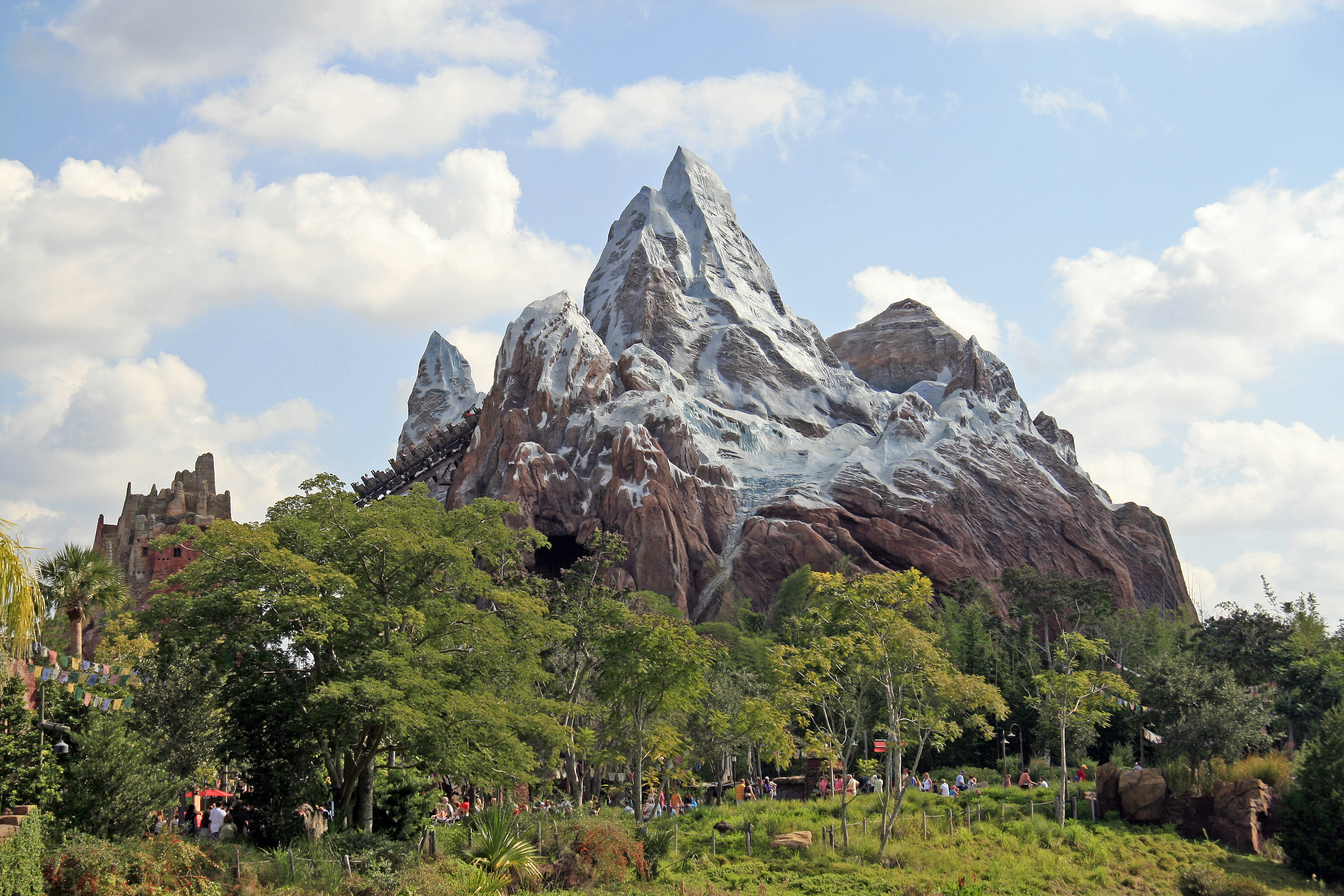
Die Achterbahn Expedition Everest

Asien, thematisch im fiktiven Königreich Anandapur angesiedelt, spiegelt die kulturellen und natürlichen Merkmale von Kambodscha, Indien, Indonesien, Mongolei, Nepal, Thailand und Tibet wider. Anandapur, dessen Name im Sanskrit „Ort vieler Freuden“ bedeutet, wurde 1999 als erste Erweiterung des Parks eröffnet. Nach der fiktiven Geschichte des Parks wurde Anandapur 1544 als königliches Jagdreservat gegründet. Der Bereich umfasst das Flussdorf Anandapur sowie Serka Zong, das in den Ausläufern des Himalayas liegt.
Der visuelle Mittelpunkt von Asien ist die Expedition Everest, eine Hochgeschwindigkeits-Stahlachterbahn, die durch ein künstliches Himalaya-Gebirge führt und von dem geheimnisvollen Yeti bewacht wird. In der Nähe befindet sich Kali River Rapids, eine River-Rafting-Attraktion im Themenbereich Indien, die die Gäste auf eine wilde Fahrt durch Stromschnellen mitnimmt. Der Maharajah Jungle Trek führt Besucher durch den königlichen Anandapur-Wald Südostasiens mit seinen antiken Ruinen. Auf diesem Weg begegnen sie Tieren wie Wasserbüffeln, Streifengänsen, Sumatra-Tigern, Hirschziegenantilopen, Saruskranichen, Schwanengänsen, Bartaffen, Kalonge, Komodowaranen und über 50 Vogelarten. Im Anandapur Theatre wird die Live-Vogelshow Feathered Friends in Flight (früher Flights of Wonder) aufgeführt, die verschiedene Vögel wie Altweltgeier, Habichte, Papageien, Weißkopfseeadler und Kraniche präsentiert.

### DinoLand U.S.A.
DinoLand U.S.A. im Disney’s Animal Kingdom ist im fiktiven, ländlichen amerikanischen Ort Diggs County angesiedelt und thematisch rund um Dinosaurier und andere ausgestorbene prähistorische Lebewesen gestaltet. Der Bereich wird vom Dino Institute geprägt, einer paläontologischen Einrichtung, die die Attraktion Dinosaur (früher Countdown to Extinction) beherbergt. Diese Themenfahrt, lose inspiriert vom Disney-Film Dinosaur, nimmt die Gäste auf eine künstliche Zeitreise in die späte Kreidezeit mit, wo sie den Auftrag haben, einen Iguanodon zu finden und zu retten, bevor ein Asteroid einschlägt und die Dinosaurier auslöscht. Direkt vor dem Institut steht "Dino-Sue", ein Abguss eines Tyrannosaurus rex-Fossils, das als das vollständigste bisher gefundene Exemplar gilt. In der Nähe befindet sich The Boneyard, ein interaktiver Spielbereich mit großen Sandkästen, in dem Besucher nach Dinosaurierknochen graben können, sowie Fossilien wie die eines kolumbianischen Mammuts und ein Abguss eines Brachiosaurus-Skeletts.
Am östlichen Rand von DinoLand U.S.A. liegt das Theater in the Wild, in dem die Musical-Bühnenshow Finding Nemo: The Big Blue...and Beyond! aufgeführt wird. Diese Produktion, basierend auf dem Animationsfilm Findet Nemo von 2003 und seit dem 12. November 2006 im Programm, erweckt die Geschichte mit Tänzern, Akrobaten und Puppenspielern als farbenfrohes Musical zum Leben.
Ein weiterer Bereich, Chester and Hester’s Dino-Rama, erinnert an ein nostalgisches Autokino der 1950er Jahre. Hier befindet sich die Attraktion TriceraTop Spin, der bis zu vier Personen Platz bietet, sowie die Fossil Fun Games, eine Sammlung von Jahrmarktspielen wie Pferderennen oder Büchsenwerfen.
Früher war der Cretaceous Trail ein Wanderweg, auf dem Besucher einem Pachycephalosaurus-Modell und lebenden Fossilien aus der Dinosaurierzeit, wie einem Amerikanischen Krokodil, Abdimstörchen und Asiatischen Braunen Landschildkröten, begegneten. Diese Tiere, die als evolutionäre Bindeglieder zur Ära der Dinosaurier galten, wurden entlang des Pfades zusammen mit einer Sammlung mesozoischer Pflanzen präsentiert. Bis 2025 wurden jedoch alle drei Tierarten aus DinoLand U.S.A. entfernt, um Platz für den Bau des neuen Themenbereichs Tropical Americas zu schaffen.

## Ehemalige und nicht gebaute Themenbereiche

### Camp Minnie-Mickey
Das Camp Minnie-Mickey ist seit 2014 geschlossen. An der Stelle des Camps wurde der Bereich Pandora – The World of Avatar gebaut, welcher 2017 eröffnet wurde.
Der Bereich Camp Minnie-Mickey beinhaltete als Hauptattraktion die Show Festival of the Lion King und ermöglichte den Kontakt mit Disney-Figuren wie Micky Maus, Minnie Maus, Goofy und anderen. Die Show ist eine musikalische Performance mit artistischen Einlagen sowie Lieder und Figuren aus dem Disney-Film Der König der Löwen. Das Festival of the Lion King ist umgezogen und findet nun im Bereich Africa statt.
Bis September 2008 gab es auch eine Kindershow namens „Pocahontas and Her Forest Friends“ mit lebenden Tieren, die auf dem Disney-Film Pocahontas basierte.

### Beastly Kingdom
Das Beastly Kingdom war eine geplante, aber auf Grund von Budgetkürzungen nicht gebaute Erweiterung des Parks. Einzelne anfängliche Konstruktionen sind jedoch bis heute im Park auffindbar. Dieses Land hätte Fabeltiere wie Einhörner, Drachen oder Seeungeheuer mit zwei Regionen beinhalten sollen: Eine für gute und eine für böse Fabeltiere. Das Zentrum der Region für die bösen Ungeheuer hätte der Dragon Tower (Drachenturm) sein sollen, ein auf einer Schlossruine stehendes Nest eines Feuer speienden Drachens, welcher dort gestohlene Schätze hortet. Auf dem Schloss hätte es auch Fledermäuse geben sollen, die versuchen die Schätze des Drachen zu stehlen. Die Geschichte sollte mit einer Achterbahn verknüpft werden, welche durch die Schlossruine fährt. Als Höhepunkt der Achterbahn würden dann die Besucher in direkten Kontakt mit dem Drachen kommen.
Die gute Seite des Landes hätte Quest of the Unicorn (Das Abenteuer des Einhorns) geheißen und würde durch ein mittelalterliches Labyrinth führen, in welchem viele mythologische Kreaturen leben. Fantasia Gardens wäre eine musikalische Bootsreise durch den Disney-Klassiker Fantasia. Darin würden auch singende und tanzende Krokodile und Nilpferde vom Film „Dance of the Hours“ sowie ein Pegasus, Wolfsgötter und Kentauren vorkommen.

## Parkbetrieb
Der Park schließt in der Regel früher am Tag als andere Parks im Walt Disney World Resort; seit dem 27. Mai 2016 bleibt der Animal Kingdom jedoch auch abends geöffnet.
Disney erlaubt im Park keine Plastikstrohhalme, Deckel oder Luftballons, im Gegensatz zu anderen Disney-Parks. Dies dient dazu, zu verhindern, dass Plastik versehentlich in den Lebensraum der Tiere gelangt und sie schädigt. Stattdessen verwendet der Park biologisch abbaubare Papierstrohhalme und bietet Deckel nur für heiße Getränke an. Die Toiletten im Disney’s Animal Kingdom haben alle Sicherheitsüren an ihren Eingängen. Diese Maßnahme ermöglicht es, dass Gäste im Falle einer Tierflucht sicher im Inneren Schutz suchen können.

## Tierschutzbemühungen
Als zoologischer Park engagiert sich Disney's Animal Kingdom in Forschungs- und Naturschutzbemühungen für seine Tierarten. Seit der Eröffnung des Parks im Jahr 1998 hat die ansässige Elefantenherde sieben Kälber hervorgebracht, mit Geburten in den Jahren 2003, 2004, 2005, 2008, 2010, 2011 und 2016. Im Jahr 2008 brachte die Giraffenherde des Parks vier Jungtiere zur Welt, womit die Gesamtzahl der Giraffenbabys seit der Eröffnung auf elf stieg.
Im Jahr 1999 brachte eines der Breitmaulnashörner des Parks ein weibliches Kalb namens Nande zur Welt. Im Jahr 2006 wurden Nande und Hasani, ein weiteres Nashorn des Parks, in das Ziwa-Tierschutzgebiet in Uganda verlegt, im ersten Versuch, Breitmaulnashörner wieder in das Land einzuführen. Bürgerkriege hatten dazu geführt, dass die Breitmaulnashörner in der Region ausgerottet waren. Im Juni 2009 brachte Nande ein männliches Kalb zur Welt, die erste derartige Geburt in Uganda seit über 25 Jahren. Bis Januar 2010 waren im Animal Kingdom seit der Eröffnung des Parks acht Breitmaulnashörner geboren worden; das jüngste wurde von einer weiteren im Animal Kingdom geborenen Mutter geboren.

## Besucherzahlen
| 2000er  | Jahr     |                                                                      |                                                                      |                                                                      |                                                                      |                                                                      |                                                                      | 2006                                                                 | 2007                                                                 | 2008                                                                 | 2009                                                                 |
| 2000er  | Besucher | 8,91                                                                 | 9,49                                                                 | 9,54                                                                 | 9,59                                                                 |                                                                      |                                                                      |                                                                      |                                                                      |                                                                      |                                                                      |
| 2010er  | Jahr     | 2010                                                                 | 2011                                                                 | 2012                                                                 | 2013                                                                 | 2014                                                                 | 2015                                                                 | 2016                                                                 | 2017                                                                 | 2018                                                                 | 2019                                                                 |
| 2010er  | Besucher | 9,69                                                                 | 9,78                                                                 | 10,00                                                                | 10,20                                                                | 10,40                                                                | 10,92                                                                | 10,84                                                                | 12,50                                                                | 13,75                                                                | 13,88                                                                |
| 2020er  | Jahr     | 2020                                                                 | 2021                                                                 | 2022                                                                 | 2023                                                                 |                                                                      |                                                                      |                                                                      |                                                                      |                                                                      |                                                                      |
| 2020er  | Besucher | 4,17                                                                 | 7,19                                                                 | 9,03                                                                 | 8,77                                                                 |                                                                      |                                                                      |                                                                      |                                                                      |                                                                      |                                                                      |
| Quellen | Quellen  | [ 29 ] [ 30 ] [ 31 ] [ 32 ] [ 33 ] [ 34 ] [ 35 ] [ 36 ] [ 1 ] [ 37 ] | [ 29 ] [ 30 ] [ 31 ] [ 32 ] [ 33 ] [ 34 ] [ 35 ] [ 36 ] [ 1 ] [ 37 ] | [ 29 ] [ 30 ] [ 31 ] [ 32 ] [ 33 ] [ 34 ] [ 35 ] [ 36 ] [ 1 ] [ 37 ] | [ 29 ] [ 30 ] [ 31 ] [ 32 ] [ 33 ] [ 34 ] [ 35 ] [ 36 ] [ 1 ] [ 37 ] | [ 29 ] [ 30 ] [ 31 ] [ 32 ] [ 33 ] [ 34 ] [ 35 ] [ 36 ] [ 1 ] [ 37 ] | [ 29 ] [ 30 ] [ 31 ] [ 32 ] [ 33 ] [ 34 ] [ 35 ] [ 36 ] [ 1 ] [ 37 ] | [ 29 ] [ 30 ] [ 31 ] [ 32 ] [ 33 ] [ 34 ] [ 35 ] [ 36 ] [ 1 ] [ 37 ] | [ 29 ] [ 30 ] [ 31 ] [ 32 ] [ 33 ] [ 34 ] [ 35 ] [ 36 ] [ 1 ] [ 37 ] | [ 29 ] [ 30 ] [ 31 ] [ 32 ] [ 33 ] [ 34 ] [ 35 ] [ 36 ] [ 1 ] [ 37 ] | [ 29 ] [ 30 ] [ 31 ] [ 32 ] [ 33 ] [ 34 ] [ 35 ] [ 36 ] [ 1 ] [ 37 ] |

## Kontroversen

### Tierschutz
Mehrere in Florida ansässige Tierschutzgruppen und PETA äußerten Bedenken, als der Park ursprünglich eröffnet wurde, und verwiesen auf frühere Fehltritte von Walt Disney World im Umgang mit Tieren auf der inzwischen geschlossenen Discovery Island. Die Gruppen protestierten, und PETA versuchte, Reisebüros davon zu überzeugen, keine Reisen in den Park zu buchen. Am Eröffnungstag entsandte das Sheriff-Büro von Orange County etwa 150 Polizisten; etwa zwei Dutzend Demonstranten erschienen. Der Protest dauerte zwei Stunden, und es gab keine Festnahmen.
Nach einer Inspektion des Parks durch das US-Landwirtschaftsministerium (USDA) wurde bekannt, dass zwischen September 1997 und April 1998 31 Tiere im Animal Kingdom durch Unfälle, Vergiftungen, Kämpfe und andere Ursachen starben. Zwei Asiatische Krallenotter starben, nachdem sie Loquat-Samen von Bäumen in ihrem Gehege gefressen hatten; zwei Gepardenjunge starben an einer Vergiftung durch Ethylenglykol; neun Herdentiere starben durch Verletzungen, die durch Kämpfe, Verheddern in Zäunen beim Fluchtversuch oder, in einem Fall, durch einen Tritt eines Straußes verursacht wurden. Zwei Kronenkraniche wurden in zwei getrennten Vorfällen von Safari-Fahrzeugen überfahren und getötet. Die USDA stellte letztlich keine Verstöße gegen Tierschutzvorschriften fest. Disney reagierte auf den Bericht, indem es zusätzliche Sicherheitskräfte einstellte, um Kämpfe zwischen Tieren zu verhindern, die Kronenkraniche an Fußwege verlegte und Spiegel an den Safari-Fahrzeugen anbrachte.
Ein Jahr nach der Eröffnung des Parks beschwerte sich die Animal Rights Foundation of Florida, dass eine Silvester-Feuerwerksshow die Tiere beunruhigen könnte. Ein USDA-Inspektor besuchte den Park und fand keine Probleme mit dem Abfeuern von geräuscharmem Feuerwerk in einer Entfernung von einer halben Meile (800 m). Im Januar 2015 listete die Tierschutzgruppe In Defense of Animals den Park auf Platz 10 ihrer Liste der „schlimmsten Zoos für Elefanten“ für das Jahr 2014.

### Zwischenfällte
Im Oktober 2014 fiel eine Schlange aus einem Baum und biss einen Jungen, was zum Tod seiner Urgroßmutter führte, die infolge des Vorfalls einen Herzstillstand erlitt. Der Park bestätigte, dass die Schlange, die den Jungen biss, eine nicht giftige einheimische Schlange war und nicht aus einem Gehege entkommen war. Aufgrund des Vorfalls wurde eine Klage angedroht. Die Klage wurde jedoch nie eingereicht.